# デ・ハビランド DH.91 アルバトロス
DH.91 アルバトロス
DH.91 アルバトロスの試作機G-AEVV。1938年9月ハットフィールド上空
- 用途：旅客機、郵便機
- 分類：航空機
- 設計者：A・E・ハッグ（A. E. Hagg）
- 製造者：デ・ハビランド・エアクラフト
- 運用者：イギリス空軍、インペリアル・エアウェイズ/BOAC
- 初飛行：1937年5月20日
- 生産数：7機（2機の試作機を含む）
- 運用開始：1938年10月
- 退役：1943年

デ・ハビランド DH.91 アルバトロス（de Havilland DH.91 Albatross）とはイギリスの航空機メーカーであったデ・ハビランドが1938年から1939年にかけて7機製造した4発レシプロ旅客機である。

## 概略
DH.91　アルバトロスは、大西洋を横断できる郵便飛行機のための1936年の英国航空省仕様36/35に応募してA. E.ヘッグが設計した。1937年5月20日に初飛行した。試作機2号機はテスト飛行中に事故で破損したが修理され、試作機1号機と共にインペリアル・エアウェイズで後に運用された。量産型は22名の乗客が搭乗できる旅客機として生産されることになった。
しかし第二次世界大戦が勃発しイギリス空軍の連絡機として徴用された。生産された7機全てが軍用機となったが、5機が破壊され、残された2機も1943年9月に廃棄処分された。そのため、いずれの機体も薄命であった。

## 機体
ファラデー（Faraday）
1939年8月に郵便機型が「ファラデー」と命名されインペリアル・エアウェイズに納入され、登録記号G-AEVVが与えられた。この機体は1940年の再編時にBOACへ移管されたが、英空軍に徴発されシリアル番号AX903を与えられて英空軍第271飛行隊により運用された。本機は1941年8月11日にレイキャヴィクで着陸事故を起こした後で廃棄された。
フランクリン（Franklin）
郵便機型が「フランクリン」と命名されBOACに納入され、登録記号G-AEVWが与えられた。英空軍に徴発されシリアル番号AX904を与えられて英空軍第271飛行隊により運用された。本機は1942年4月7日にレイキャヴィクで着陸時に降着装置が折れて破壊された。
フロビシャー（Frobisher）
1938年に旅客機型が「フロビシャー」と命名されインペリアル・エアウェイズに納入され、登録記号G-AFDIが与えられた。この機体は1940年12月20日のウィットチャーチ空港へのドイツ軍の攻撃により地上で破壊された。
ファルコン（Falcon）
1938年に旅客機型が「ファルコン」と命名されインペリアル・エアウェイズ（後にBOAC）に納入され、登録記号G-AFDJが与えられた。この機体は1943年9月に廃棄された。
フォーテュナ（Fortuna）
1939年に旅客機型が「フォーテュナ」と命名されインペリアル・エアウェイズ（後にBOAC）に納入され、登録記号G-AFDKが与えられた。この機体は1943年7月6日にアイルランドのシャノン空港近辺に不時着し、破壊された。
フィンガル（Fingal）
1939年に旅客機型が「フィンガル」と命名されインペリアル・エアウェイズ（後にBOAC）に納入され、登録記号G-AFDLが与えられた。この機体は1940年10月6日にイングランドのグロスタシャー、パックルチャーチ近辺に不時着し、破壊された。
フィオナ（Fiona）
1939年に旅客機型が「フィオナ」と命名されインペリアル・エアウェイズ（後にBOAC）に納入され、登録記号G-AFDMが与えられた。この機体は1943年9月に廃棄された。

## オペレーター
イギリス
- 英国海外航空
- インペリアル・エアウェイズ
- イギリス空軍　No. 271 Squadron RAF

## 機体性能 (DH.91)
- 乗員：4 （機長、副操縦士、通信士、客室乗務員）
- 乗客：22 passengers
- 全長： 21.8 m
- 全幅： 32.0 m
- 高さ： 6.8 m
- 翼面積：100.15 m2
- 空虚重量：9,630 kg
- 全備重量：13,380 kg
- エンジン：デ・ハビランド ジプシー・トゥエルブ 空冷レシプロ12気筒エンジン4発
- 馬力：525 hp（7,500 ft）
- 最大速度：362 km/h
- 巡航速度：338 km/h[注釈 1]
- 航続距離：1,675 km
- 最大限界上昇高度：17,900 ft（5,455 m）
- 上昇率：700 ft/min
- 翼面荷量： 3.5 m/s